# Johannes Krisch
Johannes Krisch (ur. 1966 w Wiedniu) – austriacki aktor teatralny, filmowy i telewizyjny.

## Wybrana filmografia
- 1987: Tatort: Flucht in den Tod (Miejsce zbrodni) jako Willi Probst
- 1988: Linie 1 jako Johnnie
- 1998: Komisarz Rex (Kommissar Rex) – odc. Ein mörderischer Plan jako Josef Nowak
- 2000: Komisarz Rex (Kommissar Rex) – odc. Vollgas jako Joe Meixner
- 2001: Komisarz Rex (Kommissar Rex) – odc. Strahlen der Rache jako Marco Kolb
- 2004: Tatort: Der Wächter der Quelle (Miejsce zbrodni) jako Reinhard Gasser
- 2008: Rewanż (Revanche) jako Alex
- 2011: Tatort: Vergeltung (Miejsce zbrodni) jako Stiefvater
- 2011: 360. Połączeni (360) jako Rocco
- 2013: Mroczny świat (Finsterworld) jako Einsiedler
- 2014: Zapomniałam siebie (Vergiss mein Ich) jako Prediger
- 2014: Labirynt kłamstw (Im Labyrinth des Schweigens) jako Simon Kirsch
- 2015: Gleißendes Glück jako Ehemann
- 2017: Aus dem Nichts jako Haberbeck